# ユダヤ

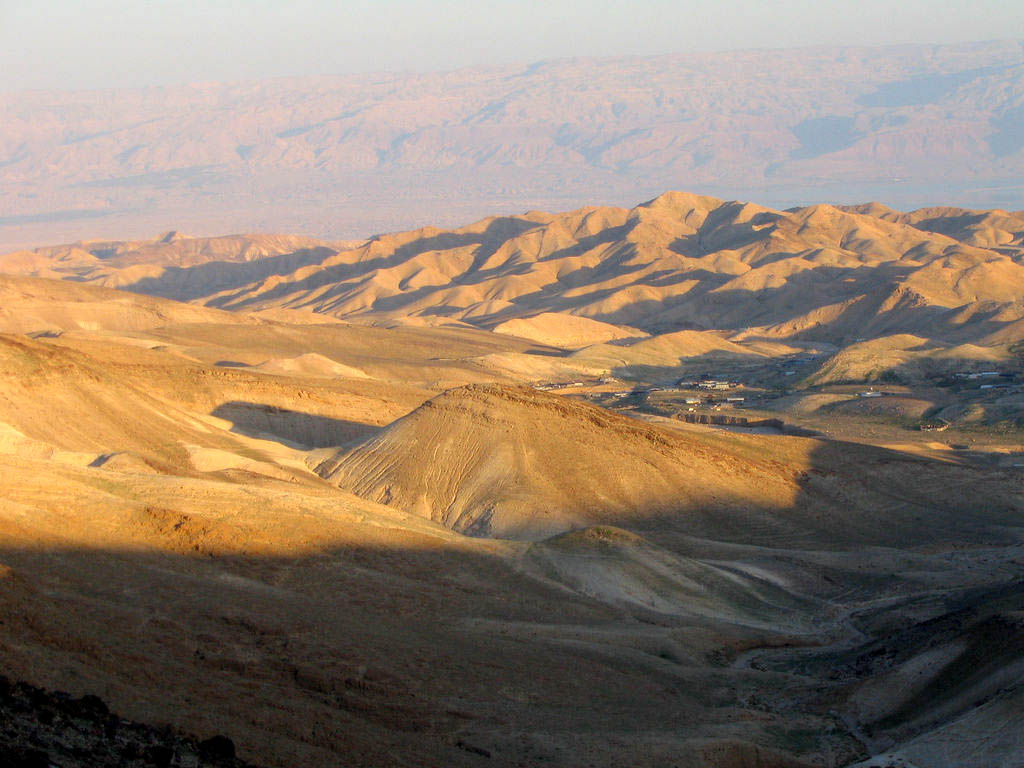
ユダヤ。アラドが望める

ユダヤ（ギリシア語: Ἰουδαία (Ioudaía),ヘブライ語: יהודה (Iehuda), 漢字：猶太）は、パレスチナ南部の地域。族長ヤコブの子ユダに由来する。古代イスラエル統一王国の分裂後にユダ王国があった。

## 紀元前
アブラハムは、ユダヤ人たちの父（先祖）である。今から約5000年前、紀元前3000年前にアブラハムが「カルデヤのウル（en:Ur Kaśdim）」から出発して、父親の定住したカラン（英: Carrhae）を経てカナン（現在のイスラエル）に移住した。
アブラハムは、イシュマエルとイサクを生み、イサクはヤコブを生んだ。このヤコブ（別名：イスラエル）に12人の息子が生まれ、モーセによるエジプト脱出の後、この12部族にそれぞれ土地が与えられた。ユダに与えられた土地がのちにユダヤと呼ばれるようになった。
厳密には、ベニヤミン族はユダ族に吸収されたため、このふたつの部族が支配していた土地がユダヤと呼ばれ、レビ部族は祭司職に就き、各部族の中に町を与えられていた。ソロモン王の死後、統一王国は北のイスラエル王国と、南のユダ王国に分裂する。北のイスラエル王国は、サマリヤを首都に、南のユダ王国はエルサレムを首都にした。
紀元前721年に、北のイスラエル王国（10部族）がアッシリアに滅ぼされ（イスラエルの失われた10支族）、紀元前586年には南のユダ王国も新バビロニアによって滅ぼされ、支配者階級は捕囚として連行された（バビロン捕囚）。紀元前539年に新バビロニアがアケメネス朝ペルシアのキュロス2世によって滅亡すると、ユダヤ人は解放されたため帰還して再び定住した。紀元前515年にゼルバベルの指揮でエルサレム神殿に代わる第二神殿の再建を行った。
紀元前166年にユダ・マカバイ（マカベウス）がセレウコス朝シリアに以後26年に渡る独立戦争を始め、紀元前140年にハスモン朝が成立。
紀元前37年にはローマ帝国の支援を受けたヘロデ大王のもとヘロデ朝が成立。

## 紀元後
イエス・キリストの時代には、エルサレム地方とサマリア地方のあるユダヤ属州や、別の属州に含まれたガリラヤ地方が、全てローマ帝国の支配下であった。また、ガリラヤは異邦人のガリラヤと呼ばれ、ユダヤからは低く見られていたようである。サマリア人は、イスラエルと他民族との混血であり、ユダヤ人から軽蔑されていた。
紀元70年のエルサレム攻囲戦でローマ帝国軍に滅ぼされ、ユダヤ人は中東世界に離散（ディアスポラ）した、ユダヤ的なものを一掃しようとしたローマ人は、この土地をユダの地（ユダヤ）ではなく、ユダヤ人の宿敵ペリシテ人にちなんでパレスチナという名前をつけたため、ユダヤという地名は消滅した。
1948年に建国した新国家は、イスラエル国と命名された。
聖書の創世記には、ユダヤ人の先祖アブラハムのモリヤ山での試練などが、記載されている。